# Rhacodactylus
Rhacodactylus is een geslacht van hagedissen die behoren tot de gekko's en de familie Diplodactylidae.

## Naam en indeling
De wetenschappelijke naam van de gekko's werd voor het eerst voorgesteld door John Edward Gray in 1842. Er zijn tegenwoordig vier soorten, vroeger werden ook de wimpergekko en de soort Rhacodactylus sarasinorum tot dit geslacht gerekend maar deze soorten zijn afgesplitst naar het geslacht Correlophus. De soort Rhacodactylus trachycephalus werd tot 2012 als een ondersoort gezien van Rhacodactylus trachyrhynchus, maar wordt tegenwoordig beschouwd als een aparte soort.
De hagedissen werden eerder aan andere geslachten toegekend, zoals Platydactylus, Ceratolophus, Ascalabotes, Pteroplura, Lomatodactylus en Chameleonurus.
De geslachtsnaam Rhacodactylus betekent vrij vertaald 'gerafelde tenen'.

### Soorten
Het geslacht omvat de volgende soorten, met de auteur en het verspreidingsgebied.
| Naam                                                      | Auteur          | Verspreidingsgebied                               |
| --------------------------------------------------------- | --------------- | ------------------------------------------------- |
| Rhacodactylus auriculatus                                 | Bavay, 1869     | Zuidelijk Nieuw-Caledonië                         |
| Nieuw-Caledonische reuzengekko (Rhacodactylus leachianus) | Cuvier, 1829    | Nieuw-Caledonië (Île des Pins, mogelijk op Belep) |
| Rhacodactylus trachycephalus                              | Boulenger, 1878 | Centraal-zuidelijk Nieuw-Caledonië                |
| Rhacodactylus trachyrhynchus                              | Bocage, 1873    | Nieuw-Caledonië (Grande Terre)                    |

## Uiterlijke kenmerken
Veel soorten hebben een zeer goede camouflage bestaande uit huidflappen, een afgeplat lichaam, grillige tekeningen of kammen op de kop. De vingers en tenen en lamellae zijn groot en goed ontwikkeld zodat de porten een goede grip hebben op de ondergrond. Alle soorten zijn dan ook boombewonend. De verschillende soorten worden middelgroot tot groot, de Nieuw-Caledonische reuzengekko (Rhacodactylus leachianus) is met een lichaamslengte tot 40 centimeter een van de grootste soorten nog levende gekko's.

## Levenswijze

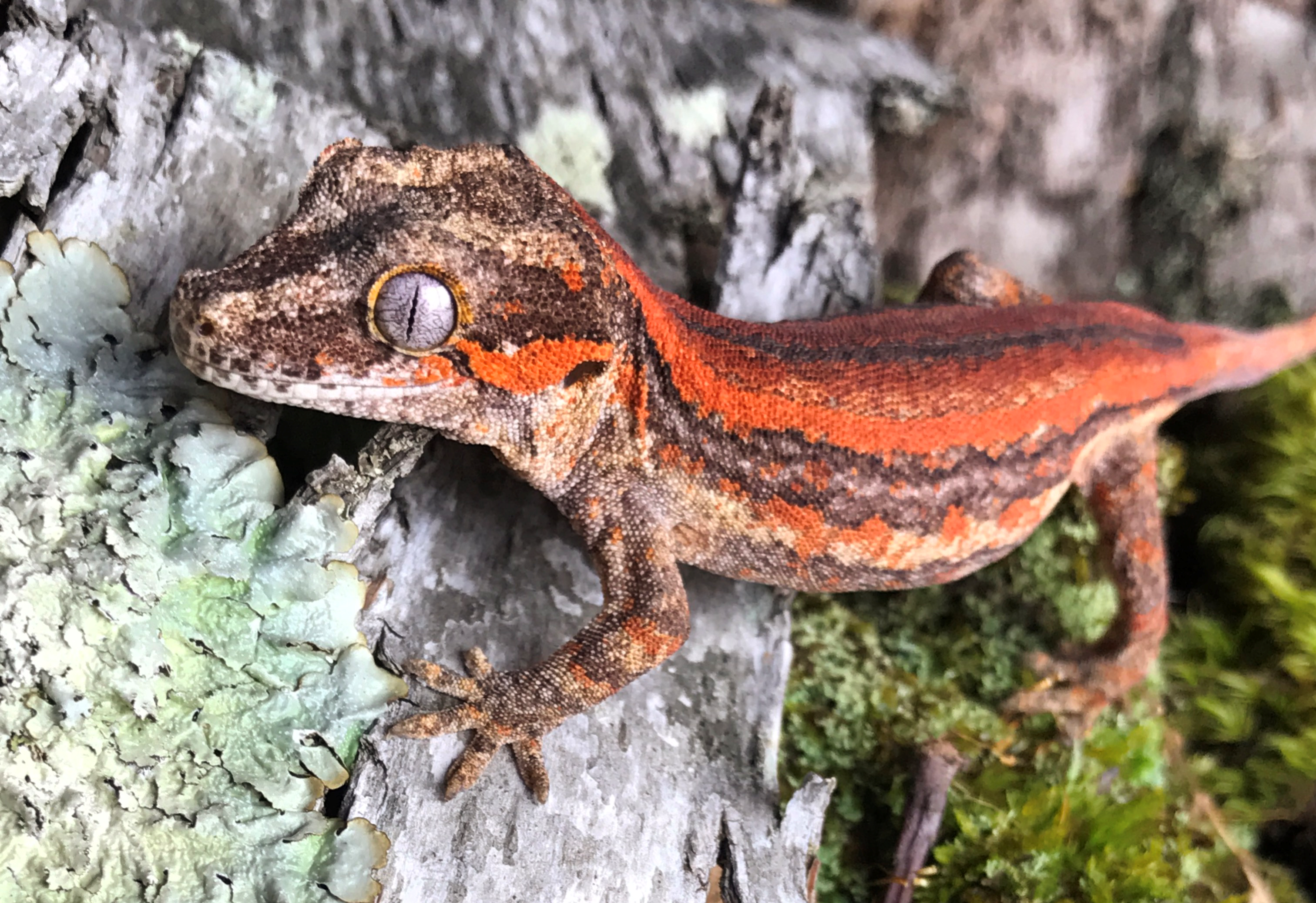
Rhacodactylus auriculatus, exemplaar in gevangenschap.

Deze hagedissen zijn 's nachts actief en verstoppen zich overdag. De vrouwtjes zetten eieren af, op één uitzondering na, Rhacodactylus trachyrhynchus is eierlevendbarend en baart levende jongen die direct zelfstandig zijn.

## Verspreiding en habitat
De hagedissen komen voor in delen van Oceanië en leven endemisch in Nieuw-Caledonië. De habitat bestaat uit rotsige omgevingen, grotten, droge tropische en subtropische bossen, vochtige tropische en subtropische laaglandbossen en droge tropische en subtropische scrublands.

## Beschermingsstatus
Door de internationale natuurbeschermingsorganisatie IUCN is aan alle soorten een beschermingsstatus toegewezen. De hagedissen worden beschouwd als 'veilig' (Least Concern of LC).